# Moritz Bierbaum
Moritz „Mo“ Bierbaum (* 3. Oktober 1992 in Baden-Baden) ist ein deutscher Musicaldarsteller, Sänger und Gastronom.

## Privatleben
Bierbaum wuchs in Rendel im Wetteraukreis (Hessen) auf. Das  Singen ist seine Leidenschaft.
Bierbaum ist seit 2021 mit dem Frankfurter DJ Marless verheiratet.

## Werdegang
Nach seinem Schulabschluss (Mittlere Reife) begann Bierbaum eine dreijährige Ausbildung an der „Stage & Musical School“ in Frankfurt, an der auch Helene Fischer wirkte. Nach dem Abschluss in Gesang (Tenor bis Sopran), Schauspiel und Tanz folgte seine erste Hauptrolle im Musical zu Antoine De Saint-Exupérys „Der kleine Prinz“. Er spielte u. a. an der Seite der Opernsängerin Deborah Sasson.
2019 folgte die Teilnahme bei der Castingshow „Deutschland sucht den Superstar“, bei der er es in den Recall nach Ischgl (Österreich) schaffte.
2021 eröffnete Bierbaum sein erstes Bistro & Bar „Auszeit“ in Rendel.
Seither trägt er den Spitznamen „Der singende Wirt“.

## Rezeption
Die FAZ urteilt in ihrer Besprechung zu dem Musical Der kleine Prinz, dass Bierbaum eine hübsche Stimme hat und als Prinz über einen glockenklaren Tenor verfügt.

## Diskografie

### EP – Erinnerungen (2021)
| Nr. | Songtitel      | Länge | Anmerkung |
| --- | -------------- | ----- | --- |
| 1.  | Ballerina      | 4:37  | Alternative Folk-Musik; Erstveröffentlichung: 20. Dezember 2021 Komponist: 1–4. David Buballa, Hans Stephan ®David Buballa |
| 2.  | In einer Bar   | 4:00  | Alternative Folk-Musik; Erstveröffentlichung: 20. Dezember 2021 Komponist: 1–4. David Buballa, Hans Stephan ®David Buballa |
| 3.  | Erinnerungen   | 3:54  | Alternative Folk-Musik; Erstveröffentlichung: 20. Dezember 2021 Komponist: 1–4. David Buballa, Hans Stephan ®David Buballa |
| 4.  | Stadtstreicher | 4:04  | Alternative Folk-Musik; Erstveröffentlichung: 20. Dezember 2021 Komponist: 1–4. David Buballa, Hans Stephan ®David Buballa |

### Singles
| Jahr | Songtitel               | Länge | Anmerkung |
| ---- | ----------------------- | ----- | --- |
| 2017 | What‘s Up               | 3:11  | Pop; Erstveröffentlichung 12. Mai 2027 Komponist: - ®MoritzBierbaum                                                           |
| 2018 | Dann dreh die Musik auf | 2:53  | Pop; Erstveröffentlichung 16. November 2018 Komponist: Tom Marquardt ®Villa-Productions UG                                    |
| 2019 | Bewahr‘ dein Herz       | 4:03  | Rockapparat ft. Moritz Bierbaum Rock; Erstveröffentlichung 11. Juli 2019 Komponist: David Buballa, Manfred Flick ®Rockapparat |
| 2019 | Cold Affection          | 3:12  | Pop; Erstveröffentlichung 27. September 2019 Komponist: Brandon Ray Fraley, Richard Hamersma ®Villa-Productions UG            |
| 2020 | Cinderella Eyes         | 3:16  | Pop; Erstveröffentlichung 10. Juli 2020 Komponist: Brandon Ray Fraley, Richard Hamersma ®Villa-Productions UG                 |
| 2022 | Besser ohne dich        | 3:28  | Schlager; Erstveröffentlichung 5. August 2022 Komponist: Martin Bollig, Kevin Fuhrmann ®Poptitan                              |